# (100604) Lundy
Pour les articles homonymes, voir Lundy.
(100604) Lundy est un astéroïde de la ceinture principale.

## Description
(100604) Lundy est un astéroïde de la ceinture principale. Il fut découvert le 11 septembre 1997 à Uccle par Thierry Pauwels. Il présente une orbite caractérisée par un demi-grand axe de 2,58 UA, une excentricité de 0,12 et une inclinaison de 4,4° par rapport à l'écliptique.

## Compléments